# Gat daurat asiàtic
El gat daurat asiàtic (Catopuma temminckii) és un felí de mida mitjana del sud-est asiàtic.
El nom específic temminckii és en reconeixement del zoòleg neerlandès Coenraad Jacob Temminck, el qual va descriure per primer cop aquesta espècie el 1827.
Hi ha poca informació d'aquest enigmàtic fèlid en la natura, a causa de la manca de programes d'investigació sobre aquesta espècie.

## Taxonomia
El gat daurat asiàtic s'assembla molt al gat daurat africà, encara que és poc probable que estiguin estretament relacionats, perquè els boscos d'Àfrica i Àsia no han estat connectats des de fa més de 20 milions d'anys. La seva semblança és més aviat un exemple d'evolució convergent.
És similar al gat de Borneo, tant en aparença com en comportament. Els estudis genètics van revelar que les dues espècies estan estretament relacionades. El gat daurat asiàtic es troba a Sumatra i Malàisia, que estan separades de Borneo des de fa entre 10.000 i 15.000 anys. Aquestes similituds van portar a la hipòtesi que el gat de Borneo era una subespècie insular del gat daurat asiàtic.
Les anàlisis genètiques han demostrat que el gat daurat asiàtic, juntament amb el gat de Borneo i el gat marbrat, se separaren dels altres fèlids fa 9,4 milions d'anys, i que el gat daurat asiàtic i el gat de Borneo se separaren entre si fa uns quatre milions d'anys, fet que suggereix que el gat de Borneo fou una espècie diferent molt abans de l'aïllament de Borneo. A causa de l'estreta relació evident amb el gat marbrat i el gat de Borneo, recentment s'ha suggerit agrupar les tres espècies dins el gènere Pardofelis.

## Descripció
El gat daurat asiàtic és un animal corpulent, amb un aspecte típic de felí. Té una longitud del cap i el cos que varia entre 66 i 105 centímetres, amb una cua que fa entre 40 i 57 centímetres de llarg, i una alçada a l'espatlla de 56 centímetres. El seu pes oscil·la entre 9 i 16 quilograms, que és entre dues i tres vegades el d'un gat domèstic.
El pelatge és uniforme en color, però molt variable en la tonalitat, que pot anar del vermell al daurat, del marró fosc al canyella pàl·lid, o del gris al negre. També existeixen formes de transició entre les diferents coloracions, i poden estar marcats amb taques o ratlles. Línies blanques i negres recorren les galtes fins a la part superior del cap, mentre que les orelles són de color negre amb una zona central de color gris. A la Xina, s'han trobat individus amb taques com les del lleopard, que li donen un aspecte semblant al del gat de Bengala. Aquest pelatge tacat correspon a un gen recessiu.

## Distribució i hàbitat
El gat daurat asiàtic viu al llarg del sud-est asiàtic, al Tibet, Nepal, Bhutan, l'Índia, Bangladesh, Myanmar, Tailàndia, Cambodja, Laos, Vietnam, el sud de la Xina, Malàisia i Sumatra. Prefereix hàbitats forestals intercalats amb zones rocoses, i els boscos caducifolis, boscos subtropicals de fulla i selves tropicals. De vegades se'l pot veure en zones més obertes. Pot viure des de les terres baixes fins a alçades de fins a 3.000 metres, a l'Himàlaia.
El maig de 2009, una trampa de càmera va proporcionar la primera fotografia d'un gat daurat asiàtic melànic al Parc nacional de Makalu Barun, al Nepal.

## Comportament

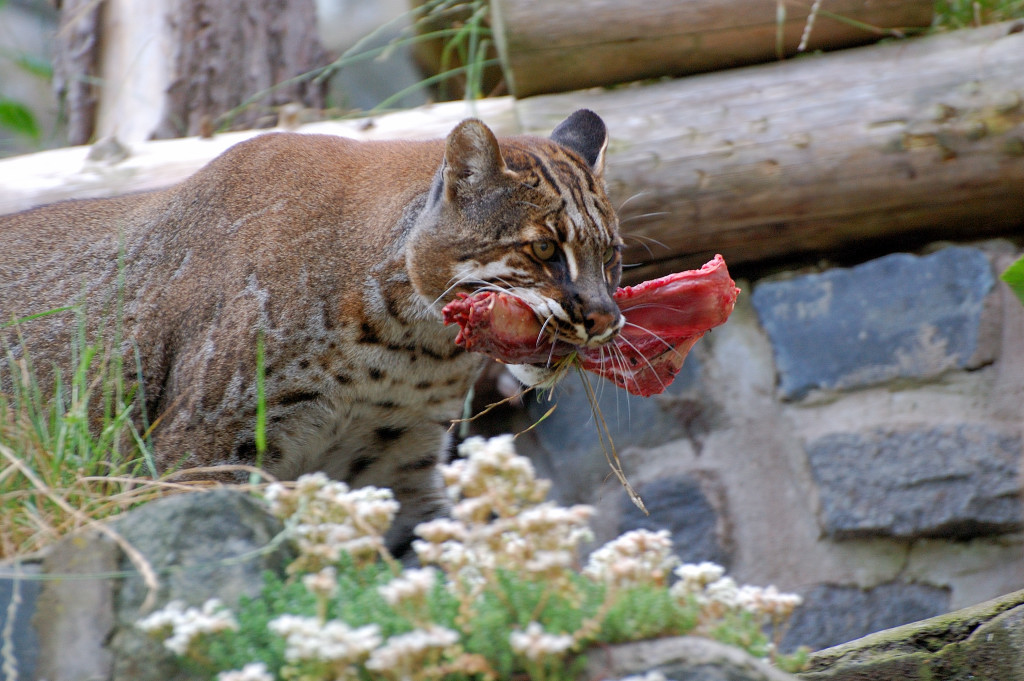
Gat daurat asiàtic

No se sap massa sobre aquest evasiu depredador, i la major part del que se'n sap s'ha après en captivitat, en què els espècimens han viscut fins als disset anys.
El gat daurat asiàtic és una espècie territorial i solitària. Les observacions anteriors suggerien que és principalment un animal nocturn, però un estudi de camp amb dues mostres de collaret de ràdio, va revelar patrons arrítmics d'activitat amb pics d'activitat crepuscular i diürna, i una activitat molt menor a altes hores de la nit. El territori del mascle tenia una superfície de 47.7 km², i augmentava més d'un 15% durant la temporada de pluges. Per altra banda, el de la femella era de 32.6 km². Els dos animals recorrien des de 55 metres fins a més de 9 km en un dia, i eren més actius al juliol que al març.
El gat daurat asiàtic s'estima més estar a terra, encara que pot pujar als arbres quan és necessari.

## Dieta
S'alimenta de petits ungulats que caça, com són els muntjacs i els sambars, així com d'ocells, grans rosegadors i rèptils. És capaç d'abatre preses més que grans que ell mateix, com les cries de búfal.

## Reproducció
Les femelles són sexualment madures entre els 18 i els 24 mesos d'edat, mentre que els mascles ho són al voltant dels 24 mesos. Les femelles entren en zel cada 4 mesos, i deixen marques aromàtiques i cerquen el contacte amb el mascle adoptant postures receptives. Durant la còpula, el mascle s'aferra a la pell del coll de la femella per mitjà de les seves dents.
Després d'un període de gestació que varia entre 78 i 80 dies, la femella dona a llum d'un a tres gatets en un lloc protegit. Les cries pesen entre 220 i 250 grams en néixer, pes que tripliquen en les primeres vuit setmanes de vida. Quan neixen els gatets ja tenen el mateix pelatge que els adults. Obren els ulls entre el sisè i dotzè dia de vida. En captivitat, viuen un màxim de 17 anys.

## Comunicació
Les seves vocalitzacions inclouen xiulets, miols, roncs, grunyits i refilades. Altres mètodes de comunicació observats en captivitat inclouen el marcat amb aroma, el ruixat d'orina, esgarrapar els arbres i troncs amb les urpes, i el frec del cap contra objectes diversos, com fa el gat domèstic.

## Estat de conservació
El gat daurat asiàtic viu en alguns dels països amb més ràpid desenvolupament del món, on la destrucció del seu hàbitat és una constant amenaça, juntament amb el descens del nombre de preses. Aquest fèlid és caçat furtivament pel seu pelatge i els seus ossos, els quals s'utilitzen en la medicina tradicional xinesa com a substituts dels ossos de tigre. Donat que ataca el bestiar, entra en conflicte amb els pastors, els quals els enverinen i hi disparen quan els veuen.
Aquesta espècie havia estat prèviament considerada com a vulnerable, però els estudis han mostrat que és més comuna que altres espècies de felins petits, suggerint que és més nombrós del que es creia. No obstant això, els estudis en altres països revelen pocs individus. Està protegit en tota la seva àrea de distribució excepte a Bhutan, on es troba protegit només dins dels límits de les reserves protegides.
Es desconeix la mida de la població de gat daurat asiàtic i es fa difícil fer-ne una estimació. Fou considerat com a abundant en molts països fins a finals del segle passat, quan la caça furtiva es va traslladar del tigre i el lleopard vers aquesta espècie. A la Xina, s'ha informat que és el felí més poc freqüent després del tigre i del lleopard.
Hi ha unes poques dotzenes de gats daurats asiàtics en captivitat, i no s'aparellen fàcilment. Viu en alguns parcs zoològics d'Àsia, Europa i Austràlia. Els únics espècimens que viuen a Nord-amèrica són vells i genèticament empobrits.
A causa de la manca de programes d'investigació centrats en aquesta espècie, hi ha molt poca informació d'aquest animal en la natura. Està amenaçat per la caça furtiva i la destrucció del seu hàbitat. La seva població conjunta està classificada per la Unió Internacional per a la Conservació de la Natura (UICN) com a gairebé amenaçada. Possiblement, hi hagi dues dotzenes d'individus d'aquesta espècie en captivitat.

## Cultura
En algunes regions de Tailàndia, el gat daurat asiàtic és anomenat Seua fai, que vol dir 'tigre de foc'. Segons una llegenda d'aquestes regions, el color de la pell del gat daurat asiàtic allunya els tigres. Es creu que menjar la seva carn té el mateix efecte. Els karenni creuen que n'hi ha prou de portar un sol pèl. Molts pobles indígenes consideren aquesta espècie com a animal ferotge, però en captivitat s'ha mostrat dòcil i tranquil.

## Subespècies
S'han identificat tres subespècies de gat daurat asiàtic.
- Catopuma temminckii temminckii (Himàlaia, Sud-est asiàtic continental i Sumatra)
- Catopuma temminckii dominicanorum (sud-est de la Xina)
- Catopuma temminckii tristis (sud-oest de la Xina)

Aquests noms trinomials no reflecteixen encara els estudis genètics anteriorment mencionats (vegeu taxonomia).